# Dicliptera napierae
Dicliptera napierae är en akantusväxtart som beskrevs av Eileen Adelaide Bruce. Dicliptera napierae ingår i släktet Dicliptera och familjen akantusväxter. Inga underarter finns listade i Catalogue of Life.